# Бауэр, Франтишек Салеский
Франтишек Салеский Бауэр (чеш. František Saleský Bauer; 26 января 1841, Граховец, Австрийская империя — 25 ноября 1915, Ольмюц, Австро-Венгрия) — австро-венгерский кардинал. Епископ Брно с 3 июля 1882 по 10 мая 1904. Архиепископ Оломоуца с 10 мая 1904 по 25 ноября 1915. Кардинал-священник с 27 ноября 1911, с титулом церкви Сан-Джироламо-дельи-Скьявони с 2 декабря 1911.